# الكلية التكنولوجية بالمحلة
الكلية التكنولوجية بالمحلة هي من المعاهد الحكومية المصرية وتضم 6 معاهد.

## المعهد الفني التجاري
المعهد الفني الصناعي بالمحلة، المعهد الفني الصناعي بالزقازيق، المعهد الفني التجاري بالمحلة، المعهد الفني التجاري بدمياط، المعهد الفني التجاري بالمنصورة، المعهد الفني التجاري بالزقازيق.